# Accipiter trinotatus
Lo sparviero codamacchiata (Accipiter trinotatus Bonaparte, 1850) è un uccello rapace della famiglia degli Accipitridi.

## Descrizione
È un rapace di piccola taglia, lungo 26–31 cm e con un'apertura alare di 45–51 cm.

## Biologia
Le sue prede sono principalmente piccoli rettili, ma anche rane, chiocciole, cavallette e altri grossi insetti, e occasionalmente pipistrelli e uccelli.

## Distribuzione e habitat
Questa specie è endemica dell'isola indonesiana di Sulawesi e delle vicine isole di Talisei, Muna e Butung.
I suoi habitat sono  le foreste pluviali tropicali di bassa quota e le mangrovie costiere.